# Fira

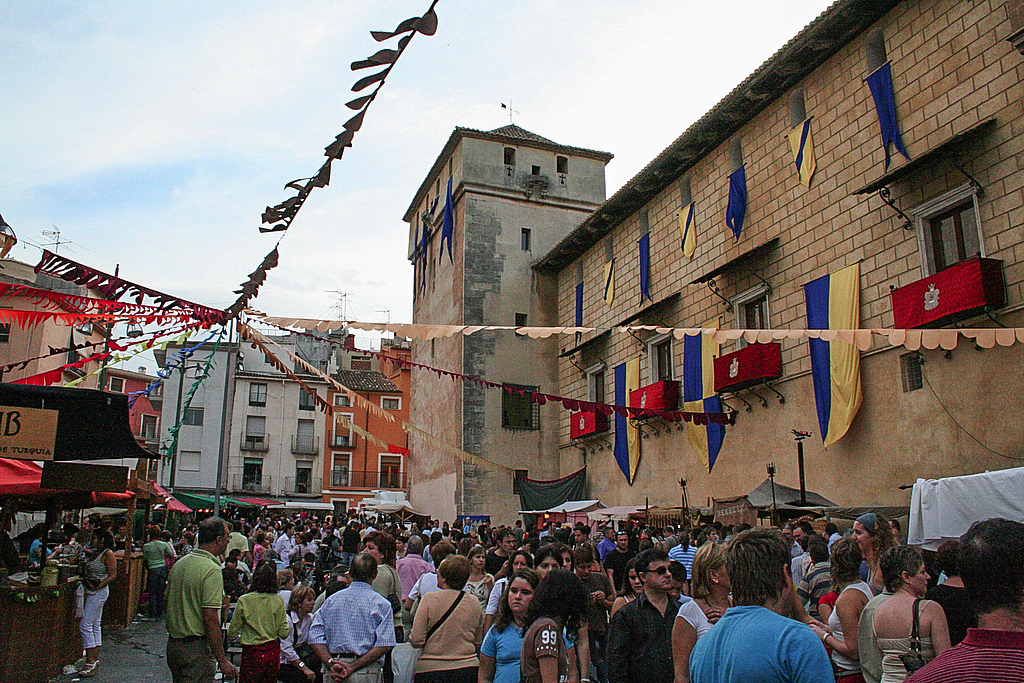
Fira de Cocentaina realitzada per Tots Sants

Una fira és una congregació en un lloc determinat de mercaders que exposen béns i mercaderies durant un període delimitat. Les fires són esdeveniments amb una llarga tradició en la història d'Europa i normalment estan acompanyades d'activitats d'entreteniment i culturals.

## Història
Originalment lligades als moviments dels ramats d'ovelles, les de tardor tenien lloc quan els ramats baixaven de les muntanyes en cerca de pastura, i les de primavera, quan tornaven a les altures. En l'edat mitjana els permisos per realitzar fires eren molt preuats, i igual que els mercats, s'anaven esglaonant durant el calendari. Aquestes fires eren capaces de reactivar l'economia de tota una contrada, i és per això que típicament han tingut un gran tracte de favor.
Alguna de les fires més antigues de l'antiga Corona d'Aragó, i de les fires més antigues d'Europa, son la Fira Agrària de Sant Miquel de Lleida, des de 1232 la Fira de Xàtiva des del 1250, per un privilegi de Jaume I o la Fira de Tots Sants de Cocentaina, que es ve celebrant, quasi ininterrompudament, des del 1346.
Les fires anaren decaient i primer s'hi incorporaren altres tipus de bestiar, com cavalls, porcs i vaques, després amb maquinària agrícola, i amb la industrialització aparegueren les fires de mostres i els salons internacionals.

## Fira de mostres

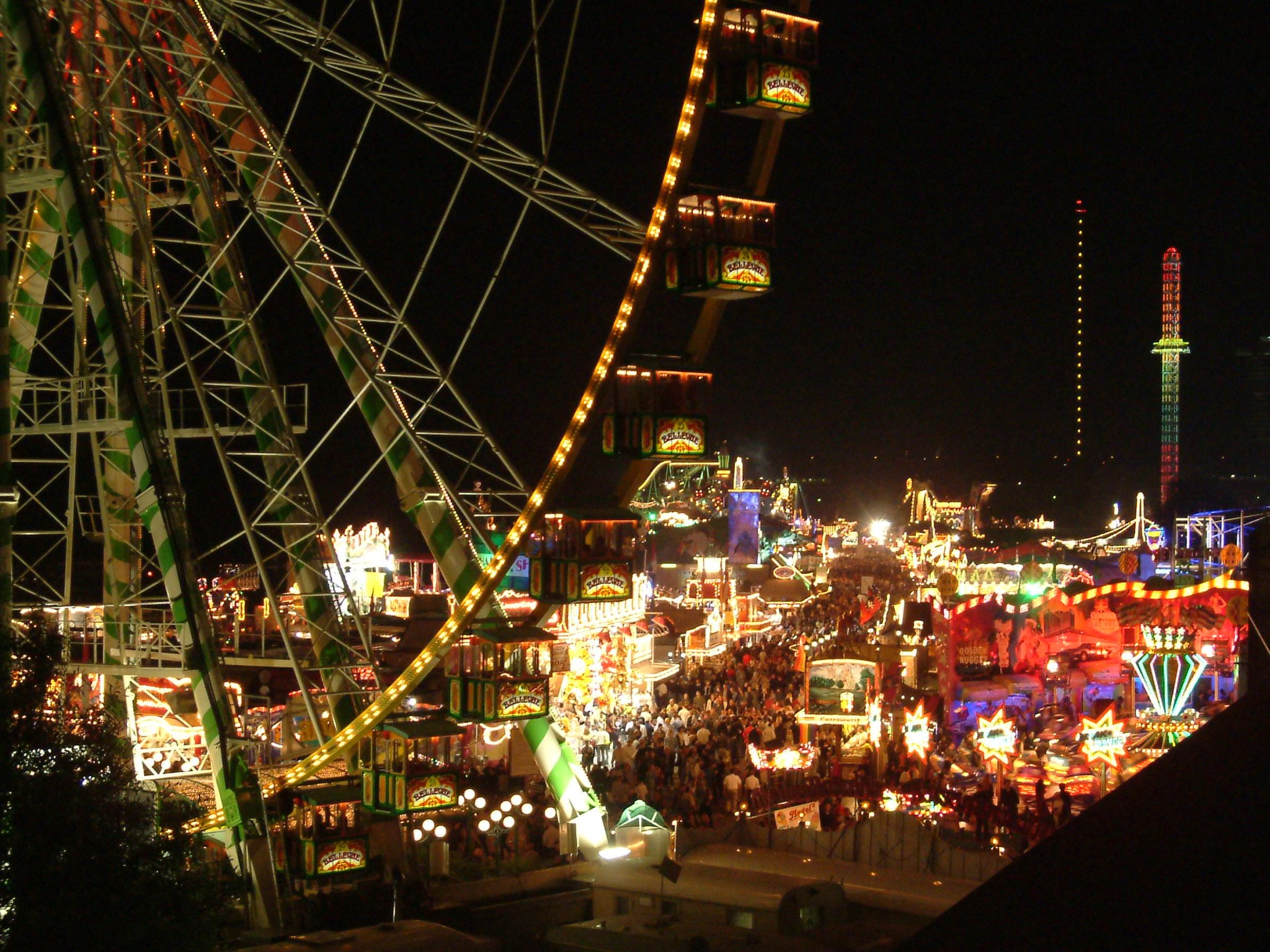
Fira recreativa a la ciutat de Düsseldorf (Alemanya)

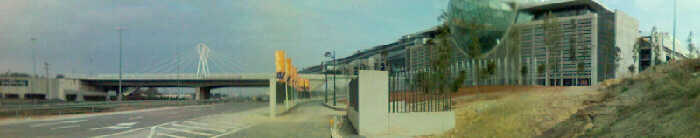
Fira Mostrari Internacional de València

Una fira de mostres és un certamen periòdic en el qual empreses o entitats d'una mateixa activitat comercial exposen els seus productes. Les fires també es coneixen com a salons quedant reservat el terme fira de mostres per designar exposicions generalistes en què es mostren productes de diferents indústries. Si les primeres estan dirigides al públic professional, les segones s'orienten al visitant profà. El concepte modern de fira de mostres implica una exposició periòdica, en un espai construït expressament, de mostres de productes, principalment manufacturats. En altres llocs d'Espanya es poden trobar grans fires de mostres, com les de Barcelona, València o Alacant.
Les fires convoquen a expositors d'un mateix sector constituint un excel·lent punt de trobada entre els fabricants i els seus clients. En elles, les companyies presenten les seves últimes novetats i realitzen demostracions de producte doncs disposen de l'espai i el temps suficient per a això. Entre els avantatges que obté l'expositor de participar en una fira destaquen les següents:
- Genera un gran nombre de nous contactes professionals en breu espai de temps.
- Pot tractar amb els seus clients en un ambient distès apropiat per a la promoció de vendes de productes i a les relacions públiques.
- Coneix amb poc esforç les novetats presentades pels seus competidors en exercir també una funció de visitant.
- Introdueix i testa nous productes o serveis.

Per la seva banda els avantatges que obté el visitant són: Visita en poc temps a un bon nombre de proveïdors (reals o potencials). Es fa una idea clara de l'estat de la tècnica en un sector que li concerneix professionalment.
És important destacar, però, que les fires no estan estrictament destinades a la venda de producte encara que, de vegades, si s'aconsegueixen tancar contractes en aquesta. La seva funció és més aviat la d'establir relacions amb els clients i realitzar nous contactes comercials als quals es visitarà amb posterioritat.
Amb el desenvolupament de l'economia i la globalització dels mercats, el nombre de certàmens s'ha multiplicat oferint un panorama firal cada vegada més extens i diversificat. Així, trobem fires de sectors tan variats com: electrònica, logística, turisme, maquinària, construcció, etc. Els ajuntaments promocionen la celebració d'aquests certàmens en recinte firal de la seva propietat (o pertanyents a empreses mixtes) encoratjats pels ingressos que generen tant de manera directa (estands i consums dins de la fira) com indirecte, ja que atrauen molts de visitants que realitzen consums en hostaleria, transport, oci, etc.
El període firal s'aprofita a més, per a la celebració de diverses activitats d'interès per al sector com ara fòrums, conferències, jornades tècniques, tasts de productes, desfilades, etc.